# Всеросійський союз земельних власників і землеробів-власників
Всеросійський союз земельних власників і землеробів-власників (рос. Всероссийский союз земельных собственников и землевладельцев) — права партія в царській Росії. Під час російської революції 1917 року Союз землевласників мобілізував опір радам і прагнув захистити приватне володіння маєтками.
Партія почала формуватися 1916 року, коли різні групи землевласників по всій імперії забажали створити свою нову загальноросійську організацію. Установчий з'їзд партії на загальнодержавному рівні за присутності 300 делегатів (як дворян, так і селян) з 31 губернії відбувся в Москві 20 травня 1917 року. Використовуючи означення «установчий», організація прагнула дистанціюватися від свого попередника з 1905 року. Було утворено нову раду Союзу землевласників під головуванням Миколи Миколайовича Львова.
Партія брала участь у виборах до Всеросійських установчих зборів 1917 року. Згідно зі звітністю Леніна, яка містила голоси з 54 виборчих округів, партія здобула близько 215 000 голосів.